# Marie-Hélène Lefaucheux
Marie-Hélène Lefaucheux (Sena, París, 26 de febrero de 1904 - Estados Unidos, 25 de febrero de 1964) de soltera Postel-Vinay, fue una política francesa.

## Biografía
Marie fue esposa de Pierre Lefaucheux, quien sería el director general el CEO de la gerencia de Renault en el Liberation, tuvo un papel activo en la Resistencia donde presidió notablemente la sección de mujeres del movimiento " Organización civil y militar ”. Ayudó a su hermano, André Postel-Vinay, en particular.  Miembro del Consejo General del Sena y del Ayuntamiento de París en 1945.  Vinculada a Philippe y Hélène Viannay, cofundadores de la red de Défense de la France.
Elegida en Aisne, fue una de las primeras mujeres parlamentarias en la historia de Francia. Fue nombrada por la Asamblea Nacional en 1946 para formar parte del Consejo de la República. Permaneció solo una sesión y luego renunció a su mandato en 1947 para unirse a la Asamblea de la Unión Francesa. Senadora (MRP) de la IV República. Tras la muerte accidental de su marido, fue representante de Francia en la Comisión de la Condición Jurídica y Social de la Mujer de la ONU, una de las comisiones del Consejo Económico y Social de las Naciones Unidas, de la que ocupó la presidencia. Bajo su liderazgo, el derecho internacional de la mujer adquirió una importancia cada vez mayor y se estuvo transcribiendo gradualmente en las leyes nacionales de los Estados miembros de la ONU. Fue presidenta del Consejo Internacional de Mujeres entre (1957 - 1963).
Marie-Hélène Lefaucheux murió en un accidente aéreo en 1964.

## Legado
La calle Marie-Hélène-Lefaucheux fue nombrada en su honor en el XIX Distrito de París desde el 2013.